# Vrijhandel (piroscafo)
Lo SS Vrijhandel fu una nave trasporto mercantile belga, poi rinominata Londonier durante la prima guerra mondiale, affondata dal sottomarino tedesco SM UC 71 il 13 marzo 1918.

## Storia
Il piroscafo Vrijhandel, con scafo in acciaio, fu costruito presso il cantiere navale Irvine's Shipbuilding & Drydock Co. Ltd., di West Hartlepool (Sunderland) per conto della compagnia Scheepvaart Maatschappij Gylsen - Brys & Gylsen, di Antwerp.  La nave venne varata il 28 agosto 1911, e aveva un dislocamento di 1.840 tonnellate, e era mossa da una macchina alternativa a triplice espansione Richardsons, Westgarth & Co.  che garantiva una velocità massima di 10 nodi. Nel 1917, in piena prima guerra mondiale, la nave venne venduta alla Cie. Maritime Belge-CMB-Lloyd Royal S. A., di Antwerpen, che la ridenominò Londonier e la noleggiò al governo francese.
Il 13 marzo 1918 il Londonier aveva attraversato la Manica e stava seguendo una rotta in direzione dei Needles in rotta da Calais al Canale di Bristol. Il sottomarino tedesco SM UC 71, al comando dell'Oberleutnant zur See Walter Warzecha, eseguì un attacco in superficie alle 2:00. Il comandante della nave, capitano Sven Degryse, riferì che il Londonier stava cambiando rotta, a causa dell'avvistamento di un sottomarino in superficie a 200 metri di distanza immediatamente prima dell'esplosione. I siluri colpirono il piroscafo sul lato sinistro della scafo, nella parte anteriore della sala macchine. La nave iniziò ad affondare rapidamente, a sud dell'isola di Wight, e venne abbandonata dall'equipaggio. Tredici uomini riuscirono a raggiungere le scialuppe e le zattere di salvataggio della nave ma altri 12 persero la vita.. I sopravvissuti hanno visto la torre di comando dell'UC-71 immergersi e scomparire.
Il relitto giace in posizione verticale a una profondità di 40 metri. Le immersioni nel  sito dove giace il Londonier sono avvenute nel 2010 dall'imbarcazione Wight Spirit. Le attività subacquee sul sito facevano parte del progetto Atlante archeologico dei due mari e avevano come scopo principale delle attività di confermare la posizione, l'estensione, la stabilità e il carattere del sito. La maggior parte del relitto giace sparsa sul fondo del mare; le eccezioni sono il motore a triplice espansione, le caldaie, e il timone che sono in verticale. I motori sono la parte più alta del relitto, e si elevano per circa 4-5 m sopra il fondale. Manca la copertura posteriore della caldaia di tribordo, che rivela i tubi dell'acqua all'interno. A poppavia del motore è possibile seguire l'albero dell'elica fino alla poppa del relitto dove è visibile il cannone adagiato su un fianco. I giubbotti di salvataggio possono essere visti fissati sotto i telai adiacenti al lato sinistro dell'albero dell'elica. A proravia delle caldaie il relitto è più disperso con lastre che giacciono a filo del fondale. Due ancore sono visibili a prua. L'identità della nave è stata confermata dalle stoviglie recuperate dal sito durante l'attività subacquea.

### Fonti
1. 1 2 3  Wrecksite.
2. 1 2 3 4 5 6 7 8 9  Wrecksite.
3. 1 2 3 4 5 6 7 8 9 10 11  Maritime Archaeology Trust.